# Karl-Friedrich Mueller
Karl-Friedrich Mueller (Hanau, 14 augustus 1875 – Stuttgart, 1935) was een Duits componist en dirigent. 

## Levensloop
Mueller kreeg zijn muzikale opleiding in de Stadtkapelle Hanau. In de loop van de jaren werd hij muzikant in het orkest van het stedelijk theater in Frankfurt am Main, later ook in Bielefeld. Op 1 oktober 1892 werd hij lid en muzikant in de militaire muziekkapel van het 7e Württembergische Infanterie-Regiment keizer Friederich Nr. 125 in Stuttgart. Van 1905 tot 1919 was hij dirigent van dit militaire orkest. 
Als componisten schreef hij een aantal werken voor koor en harmonieorkest.

## Composities

### Werken voor harmonieorkest
- Cantatus generalis populi, voor mannenstemmen en harmonieorkest, op. 120
- Festgesang, voor mannenkoor en harmonieorkest
- Grande Ouverture triomphale, voor harmonieorkest, op. 107
- Maskerade, een muzikaal scherzo, op. 110